# Loxophlebia multicincta
Loxophlebia multicincta là một loài bướm đêm thuộc phân họ Arctiinae, họ Erebidae.